# Parvarījābād
Parvarījābād (persiska: پَروَن آباد, پروريج آباد) är en ort i Iran.   Den ligger i provinsen Mazandaran, i den norra delen av landet, 180 km öster om huvudstaden Teheran. Parvarījābād ligger 819 meter över havet och antalet invånare är 283.
Terrängen runt Parvarījābād är kuperad. Runt Parvarījābād är det ganska tätbefolkat, med 111 invånare per kvadratkilometer. Närmaste större samhälle är Kīāsar, 20,0 km öster om Parvarījābād. I omgivningarna runt Parvarījābād växer i huvudsak blandskog.